# 庙岛海峡

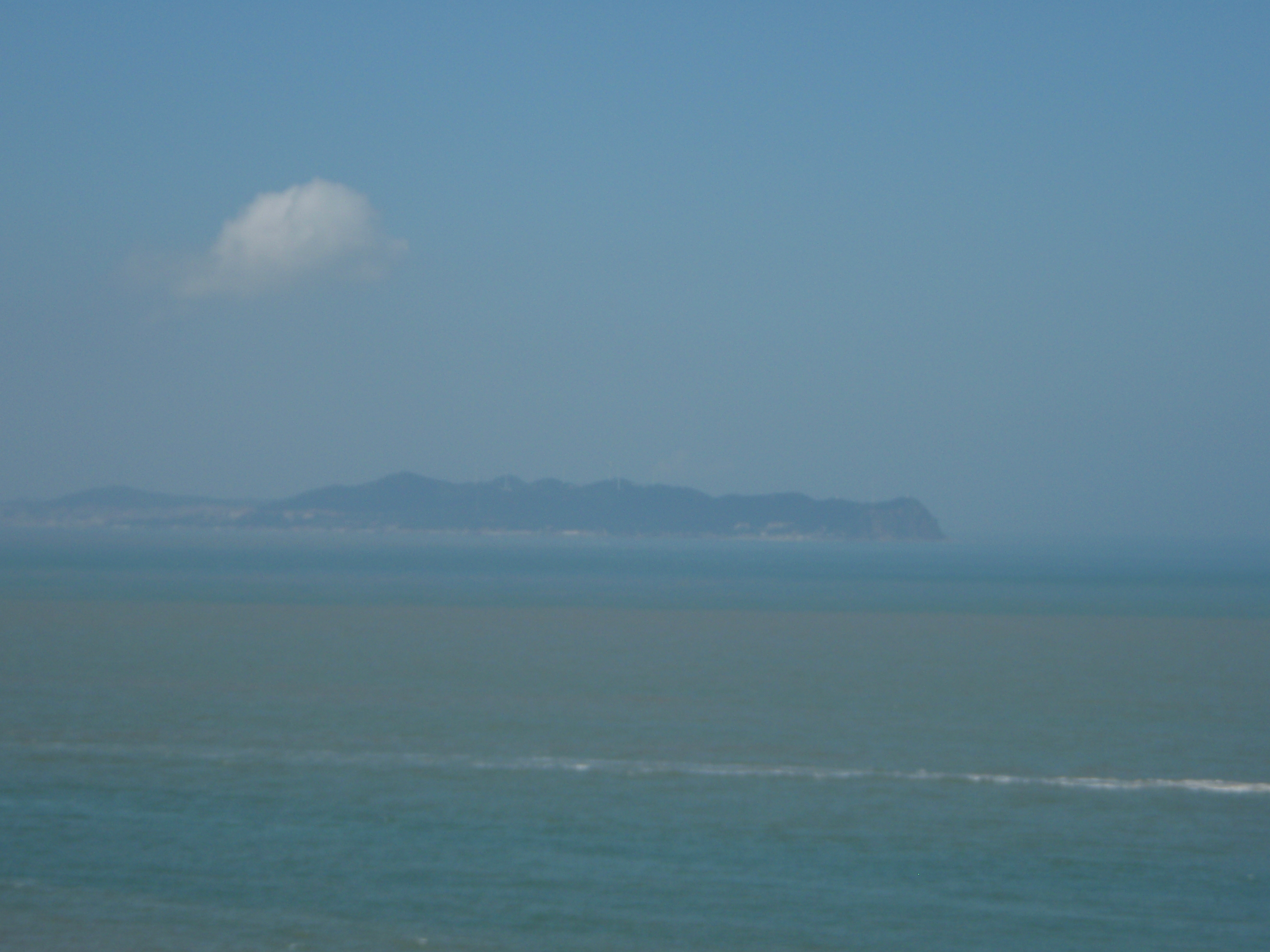
从蓬莱阁眺望南长山岛。

庙岛海峡也称庙岛水道或登州水道，位于中华人民共和国山东半岛与庙岛群岛（长山列岛）之间的一道海峡，属于渤海海峡的一部分。
海峡北岸为为北长山岛、南长山岛、庙岛、大黑山岛和小黑山岛，即庙岛群岛中的南部5岛；南岸为山东半岛北部蓬莱角。庙岛海峡峡道是以波浪和潮流为主要动力的浅水近岸峡道，两岸第四纪地层非常发育，尤其以广泛分布的厚层松散黄土状沉积而著名，并因海水侵蚀而形成典型黄土海岸。
海峡附近无大型河流输沙进入，但却是黄河悬浮泥沙向外海输送的必经通道之一。
海峡水深深槽呈东西走向，西浅东深。20米等深线的深槽长36.25千米，宽约3.0～4.5千米，最大水深40.0米。